# مسجد السيدة حورية
'مسجد ومقام السيدة "حورية"' في مدينة بني سويف، يعد الأشهر بين مساجد مدن ومراكز المحافظة السبع من الواسطى شمالا وحتى الفشن جنوبًا، خاصة وأنه يتميز بوجود ضريح ومقام لإحدى حفيدات الحسين بن علي، وصاحبة المقام اسمها زينب الحسينية شرف الدين«زينب الصغرى»، ويمتد نسبها من الأب إلى الحسين بن الإمام علي بن أبي طالب، ونسبها من الأم يمتد إلى بنت كسرى ملك الفرس، وحظيت باسم حورية نظرا لجمالها وتقواها .

## سيرتها
يُعتقد أنها رافقت الجيوش الإسلامية في فتح مصر، وأظهرت شجاعة فائقة في قتالها جنبا إلى جنب مع الرجال خلال معركة (البهنسا) بالمنيا جنوب مصر وبعدها استقر موكبها في مدينة بني سويف، وتوفيت بكرا لم تتزوج، ودفنت بمكان إقامتها.
والبعض الآخر يقول أنها لم تولد بعد في فتح مصر وأنها جاءت مع آل بيت النبي إلى مصر بعد معركة كربلاء.
وبنى «محمد بك إسلام» مسجداً بجوار ضريحها والذي أصبح جزءا من المسجد، وأتم بنائه نجله عثمان بك سنة 1323 هجرية، بجوار الضريح القديم الذي أصبح جزء من المسجد وجناحا يقع على يمين الداخل من الباب الأيمن واستحضر له مجموعة من المهندسين الإيطالين المهرة، وأتمه من بعده ابنه عثمان بك عام 1323 هجرية. والمقام الكائن في نهاية المسجد ويفصلهما باحة، وتوضع لافتة تحمل سيرة السيدة حورية في أحد حوائط الباحة، بجوار باب مقامها.

## المقام
أما المقام فعبارة عن تحفة من الأرابيسك المدون ببعض جنباته كلمات مدح، وثناء على السيدة حورية ونسبها، وأمامه صندوق للتبرعات، ويعد مزارا يقصده مواطنو بني سويف، ويحرص محبو أهل بيت النبي ومريدو «السيدة»، على زيارة الضريح وقراءة الفاتحة للنبي وأهله والصلاة بالمسجد وتحتفل الطرق الصوفية في النصف الأخير من شهر شعبان بمولد السيدة حورية حيث تقام الخيام بالساحة المواجهة للمسجد والشوارع المحيطة عليها لافتات صور وأسماء أقطاب الصوفية من جميع المحافظات.

## المولد والقائمون عليه
يحرص مريدوهم وعائلاتهم على توفير الطعام والمشروبات للفقراء وزوار المقام، وتستمر الاحتفالات أسبوعا ختامها الليلة الكبيرة والتي يغلق المرور لها الشوارع المؤدية للمسجد بالحواجز الحديدية وينتشر ضباط وأفراد الأمن لحفظ النظام بالمنطقة التي تكتظ بالزوار والباعة الجالسين على الجانبين لعرض بضاعتهم من البلح والفول السودانى ولعب الأطفال إلى جانب الملاهى ويشارك في احتفالات الليلة الختامية للمولد مشاهير المقرئين والمنشدين بالإذاعة والتليفزيون من أبناء المحافظة وخارجها.
وحرص جميع المحافظين الذين تولوا مسئولية محافظة بني سويف على تأدية صلاة الجمعة من أن لآخر في مسجد السيدة حورية بالإضافة إلى تلبية دعوة مجلس إدارة المسجد لحضور تسليم الفتيات اليتيمات أجهزة عرسهن بتبرعات من المواطنين ضمن مشروع كفالة اليتيم، وكذلك الأمسيات المقامة بالمسجد في المناسبات الدينية المختلفة.